# قلمی‌بالگان
قلمی‌بالگان(نام علمی: Leptopterygiidae) نام یک تیره از راسته ماهی‌خزنده‌سانان است.